# Castello di Arechi
Das Castello di Arechi ist eine Burg aus dem 6. Jahrhundert auf dem Monte Bonadies über der Stadt Salerno in der italienischen Region Kampanien. Die Burg liegt auf etwa 240 Meter Höhe über dem Golf von Salerno.

## Namensursprung
Die Burg wurde im Laufe der Jahrhunderte mit verschiedenen Namen belegt: Einfach „Il Castello“, auch „Il Castellaccio“ oder „Il Castello principale“ (um sie von anderen, zweitrangigen Befestigungen zu unterscheiden), „La Torre Maggiore“ oder „Torre“, auch „La Rocca“. Am geläufigsten ist das Toponym „Castello di Arechi II“ oder nur „Castello di Arechi“, da der Bau dieser Festungsanlage dem Langobardenherzog Arichis II. (ital. Arechi) zugeschrieben wird.

## Geschichte und Beschreibung
“Il De Angelis, basandosi su testi di Strabone e Livio fece risalire il castello all'età classica e M. Fiore ripropose la stessa datazione asserendo che nel III sec. Roma fortificò Salerno, già sua colonia, con un castello fortezza castrujmaa era eretto in cima al monte Bonadies“

(dt.: De Angelis legt die Entstehung der Burg, sich auf Texte von Strabon und Titus Livius basierend, auf die Antike zurück, M. Fiore schlägt dieselbe Datierung vor und behauptet, dass die Römer Salerno, das bereits ihre Kolonie war, im 3. Jahrhundert mit einem Castrum auf dem Gipfel des Bonadies-Berges befestigt hätten.)

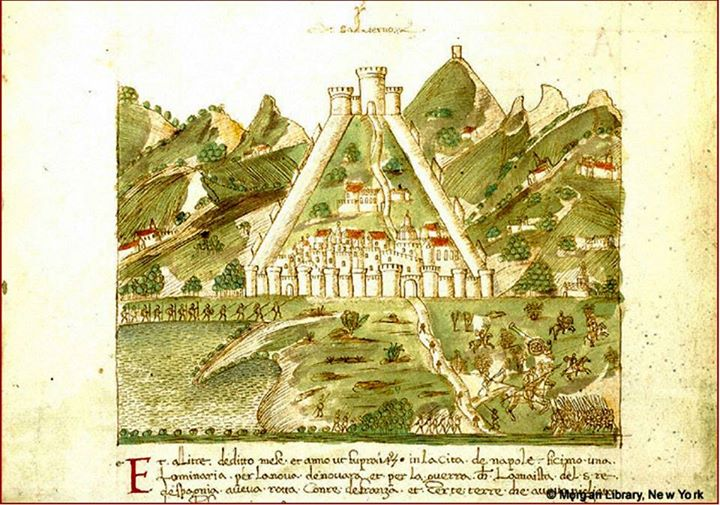
Das "Imago Urbis" von Salerno mit der Burg und der Mauerkurtine in der Zeit der Aragónen

Die Burg erhebt sich auf dem Gipfel des Monte Bonadies in dominanter Lage oberhalb der Stadt Salerno. Der Name „Bonadies“ (dt.: Guten Tag) leitet sich von der Tatsache ab, dass in Salerno der Burgberg als höchster Punkt der Stadt am Morgen als erstes von der Sonne beschienen wird. Dank ihrer unzugänglichen Lage wurde die Burg nie erobert. Der heute bewaldete Hügel war im Mittelalter vollkommen frei von Bäumen, um eventuelle Angreifer gleich ausmachen zu können. Während der Belagerungen wurden von der Burg aus große Steine mit potenten Maschinen geschleudert oder man ließ sie einfach den Hügel herunterrollen.
Auch wenn Münzenfunde die Begehung des Hügels bereits im 3.-2. Jahrhundert v. Chr. bezeugen, stammt das erste Gebäude aus dem 6. Jahrhundert n. Chr., aus der Zeit des Gotenkrieges, als der oströmische General Narses ein Castrum errichten ließ. Reste byzantinischer Befestigungen sind in einigen Abschnitten der in Opus quadrata gefertigten Mauer mit großen Tuffblöcken und in der einfachen Struktur des Bergfriedes zu erkennen. Der rechteckige Turm hatte fünf oder sechs Stockwerke und diente als Wachturm für den darunter liegenden Hafen und der nach Nuceria Alfaterna führenden Wege, einem bedeutenden wirtschaftlichen Knotenpunkt für die zu Füßen des Vesuvs liegende Ebene.
Im 8. Jahrhundert machte Arechi II. die Burg zum nördlichen Eckpfeiler des städtischen Verteidigungssystems, dessen Mauern vom Burghügel bis zum antike Salernum und zum Meer hinunterreichten. Der Mauerring wurde vom langobardischen Herzog verstärkt, während er auf der Burg praktisch keine Eingriffe vornehmen ließ. Die Lage auf dem Bonadies-Hügel bot gute Verteidigungsmöglichkeiten. Die Burg und der Mauerring machten Salerno „von Natur aus und aufgrund der Eingriffe uneinnehmbar; es gibt in ganz Italien keine stärker befestigte Festungsanlage als sie“, wie Paulus Diaconus in seiner Historia Langobardorum bezeugt: Tatsächlich wurde die Burg nie eingenommen. Nur während der Belagerung durch Robert Guiskard im Jahre 1077 wurde sie wegen Hungers den Belagerern übergeben. 

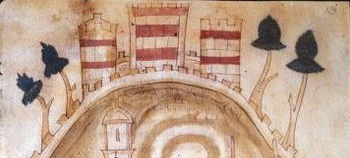
Die Burg in einer Miniatur des Liber ad honorem Augusti sive de rebus Siculis

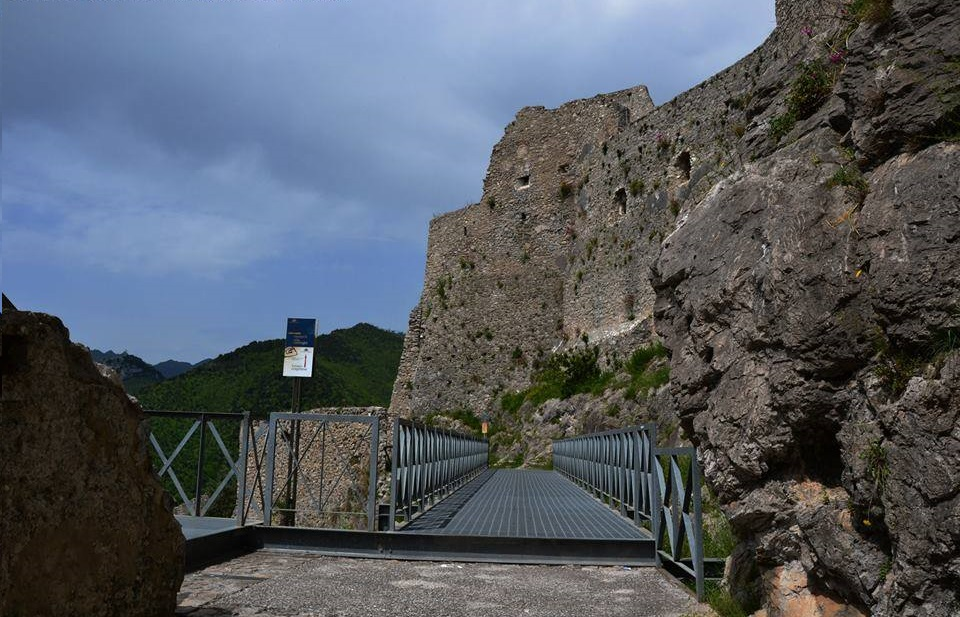
Die Burg

Die Normannen veränderten den Bergfried nicht, erhöhten aber die zur Burg aufsteigenden Mauern und erweiterten die Anlage im Süden mit dem Bau einer Loggia, von der heute noch einige Säulen in den Mauern erhalten sind, die im 16. Jahrhundert zur Aufstellung der Kanonen errichtet wurden.
Ihnen ist der Bau des Turms namens Bastiglia auf einem Felsvorsprung nördlich der Burg zuzuschreiben. Mit seiner Errichtung konnte man die Bereiche einsehen, die von der Burg aus nicht zu sehen waren.
Obwohl Kaiser Friedrich II. plante den Bergfried auszubauen, hinterließen die Staufer den Archäologen nur wenige Spuren. Größere Veränderungen nahm das Haus Anjou vor. Sie nahmen Anbauten vor und errichteten Zisternen.  Sie bauten einige Kurtinen mit Bogenscharten, unterhalb denen später Gewehrschießscharten eingerichtet wurden, die noch zu sehen sind. Ebenso ist ihnen der Bau eines „Balneum“ (dt.: Bad) und eines Thermalsystems zu verdanken, das die zahlreichen Zisternen nutzte. Die Vorgänge während der Herrschaft des Hauses Anjou wurden  von den Kanzleien der Häuser Anjou und Aragón dokumentiert. Für 1274 wurden dringende nötige Reparaturarbeiten vermerkt.

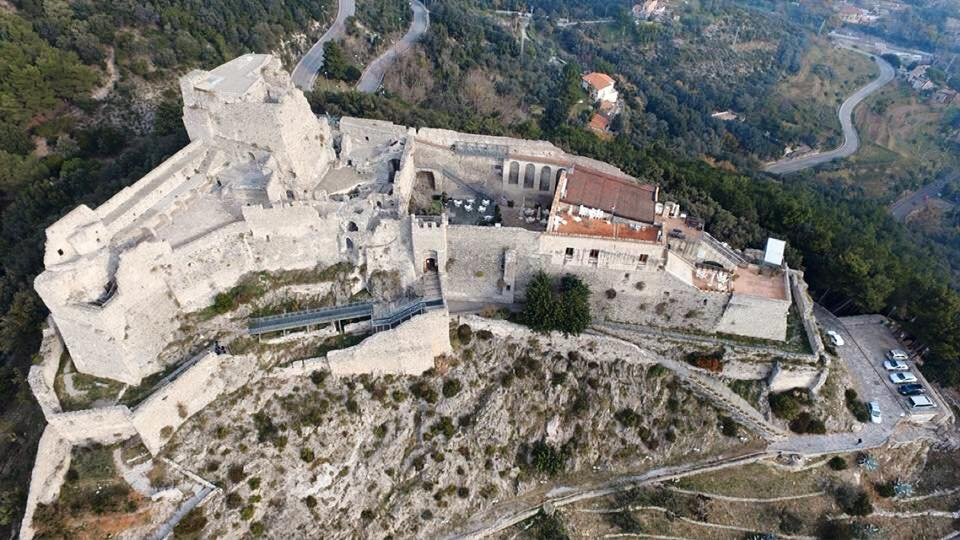
Die Burg auf einer Drohnenaufnahme. Auf der linken Seite, die Reste des Bergfriedes

Die zahlreichen und qualitativ hochwertigen Keramik- und Glasfundstücke bezeugen, dass die Burg auch Wohnzwecken diente. Die letzten Ausbesserungsarbeiten unter den Anjou wurden 1299 durchgeführt. Unter dem Haus Aragón erreichte die Burg ihre größte Ausdehnung. Östlich der Piazza d’Armi wurden mehrere große Gebäude errichtet, die noch vorhanden sind. Neapolitanische und florentinische Majoliken und Steingut, das im benachbarten Vietri sul Mare gefertigt wurde, bezeugen, dass der Komplex nicht nur von den Wachsoldaten genutzt wurde, sondern, dass dort auch Personen von einem gewissen sozialen Rang lebten.
Die Räume auf der rechten Seite des Eingangs stammen aus moderner Zeit, als die Burg keine Verteidigungsaufgaben mehr erfüllte und zeitweise als Residenz der Herzöge Sanseverino und Feudalherren von Salerno diente. Zwischen 1547 und 1564 war der englische Reisende, Thomas Hoby, bei den Herzögen zu Gast, die dort ihre Sommer  verbrachten. Hoby beschreibt, dass er nach seiner Ankunft aus Cava de’ Tirreni die Burg nur kletternd erreichte. Die Straße, die heute Vietri und Salerno verbindet, war noch nicht gebaut.
1820 war die Burg Schauplatz einer Verschwörung der Carbonari, die einen Volksaufstand anzetteln wollten. Der Verrat eines Sympathisanten machte den Versuch nichtig.
Nach der Einigung Italiens blieb die Burg eine lange Zeit ihrem Schicksal überlassen. Am 19. Dezember 1960  verkauften die letzten Eigentümer, die Grafen Quaranta und Herren von Fossalopara, die Burg an die Provinz Salerno, die anschließend den Bau restaurieren ließ.

### Die Restaurierung

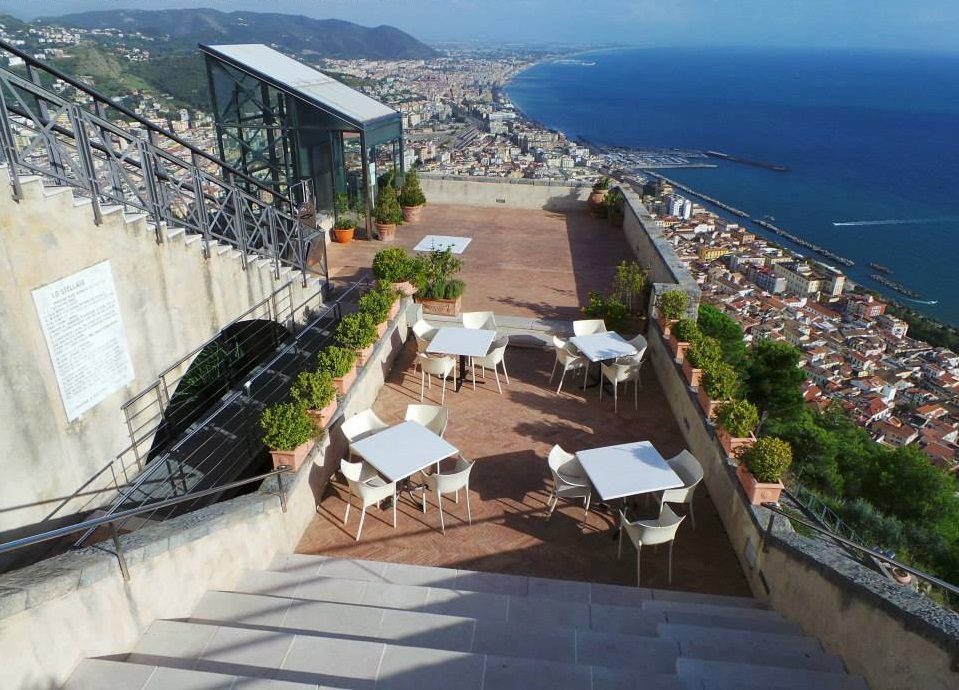
Die Burgterrasse mit Blick über den Golf von Salerno

Nach den ersten, teilweisen Restaurierungsarbeiten wurden 1982 die Anbauten aus der Zeit der Aragónen der Öffentlichkeit zugänglich gemacht. Ab 1991 führte die Direktion der Landesmuseen  der Provinz Salerno und das Zentrum Nicola Cilento für mediävistische Archäologie der Universität Salerno eine Reihe von Ausgrabungskampagnen durch, die Licht in die Entwicklung des Monumentalkomplexes bringen sollten. Im Jahre 2000 startete ein umfangreiches Projekt, mit dem die Burg wieder einem funktionalen Nutzen zugeführt werden sollte. Das Projekt sah die vollständige Restaurierung aller architektonischen Komponenten und die Requalifizierung des gesamten Komplexes vor. In einer ehemaligen Zisterne wurde ein Aufzug eingebaut, der einen Zugang zu den Zwischengeschossen schafft und das Bauwerk damit zum Großteil auch für behinderte Besucher zugänglich macht. Zu den durchgeführten Eingriffen gehörten die Pflasterung des Burggrabens, die Restaurierung der Gewehr- und der gewölbten Knonenschießscharten 
sowie die Wiederherstellung der Wandverkleidungen vor dem Bergfried, die dem Einfluss der Wittrung ausgesetzt waren. Die Arbeiten umfassten auch den Turm La Bastiglia, dessen Decken eingestürzt waren und der einen langen Riss entlang der halbrunden Verstärkungsmauer der Wehrplattform mit ihren drei Kanonenständen aufwies. Einige Räume wurden darüber hinaus für die Schaffung eines Museums eingerichtet. In diesen Räumlichkeiten sieht man noch Spuren von zugemauerten Zinnen  in den Mauern.
Mit der Restaurierung wurden alle Räumlichkeiten der unterhalb der vor dem Bergfried liegenden Terrasse zugänglich gemacht. Die Räume hatten über die Zeit verschiedene Funktionen und die Spuren am Gewölbe lassen den Schluss zu, dass es sich ursprünglich um einen einzigen Raum gehandelt haben muss. Die Untersuchungen vor der Restaurierung haben gezeigt, dass es eine Kanalisation gab, die an eine teilweise Nutzung des Raumes als Zisterne zu einem unbekannten Zeitpunkt denken lässt. Derselbe Raum wurde auch als Gefägnis genutzt. Im hinteren Bereich sieht man die Fresken, die die heilige Katharina von Alexandrien und den heiligen Leonhard von Limoges, Schutzpatron der Gefangenen, darstellen.

## Das Museum
Im Burgmuseum sind Fundstücke aus den Grabungen auf dem Burggelände ausgestellt: Es handelt sich um Keramiken, Gläser, Metallobjekte und Münzen. Dieses Museum ist mit Lautsprechern und Bildschirmen ausgestattet, die die Geografie der Burg zeigen und dem Besucher geschichtliche Informationen zum Thema bieten, die ihm eine logische und kulturelle Bedeutung vermitteln.

## Rezeption
- Die Tragödie Ricciarda von Ugo Foscolo spielt im Castello di Arechi. Der Autor wurde dazu bei einem kurzen Besuch im Jahre 1812 inspiriert.
- 1992 widmeten die italienische Post der Burg eine 850-Lire-Briefmarke aus der Serie „Castelli d’Italia“.
- Eine Legende besagt, dass ein oder mehrere Geheimgänge die Burg mit den alten Wachtürmen der Stadtmauer verbinden, insbesondere mit dem Forte La Carnale. Auch fehlen Geschichten über Burggespenster nicht.

## Bildergalerie

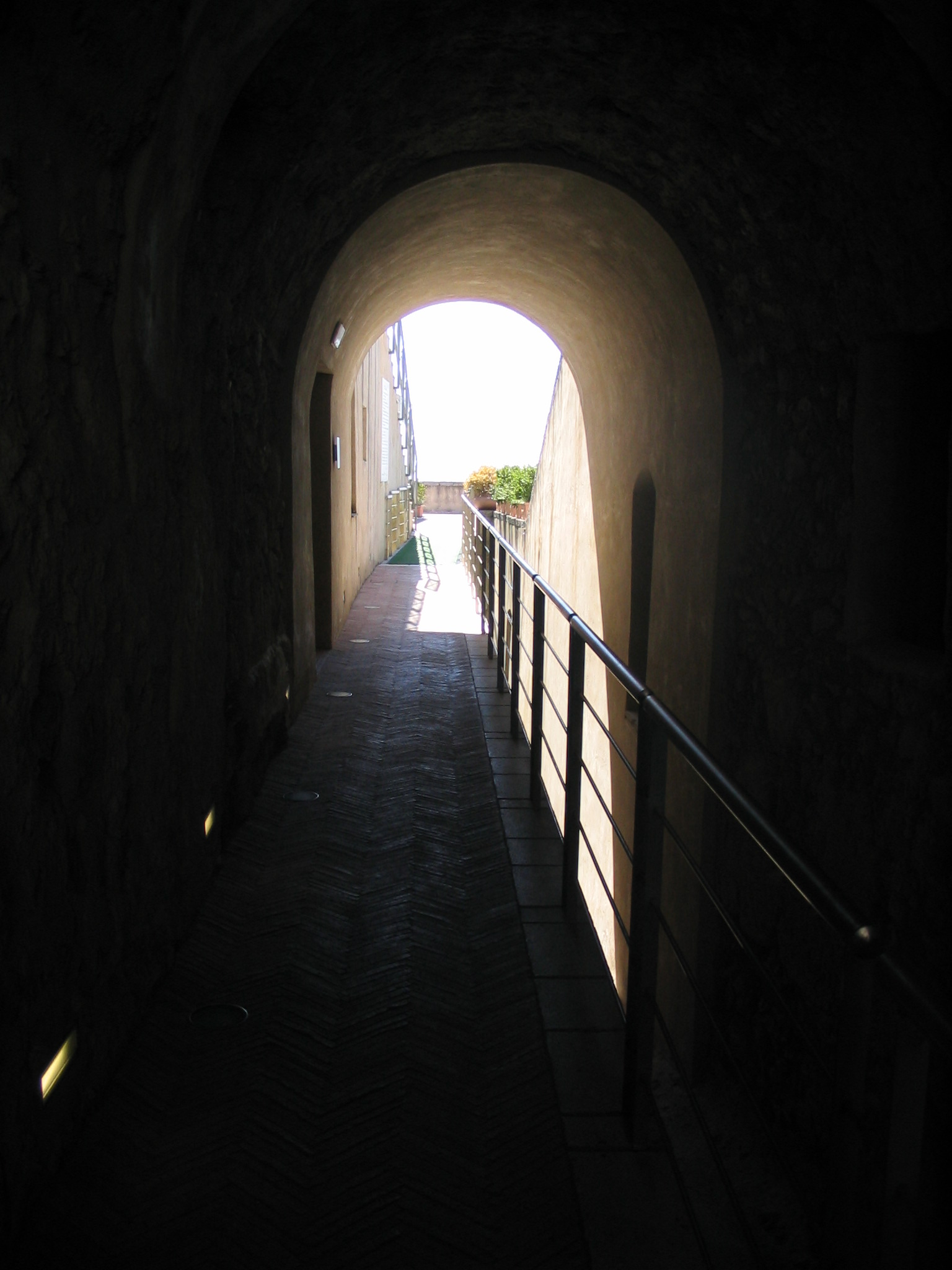
Die Gänge der Burg
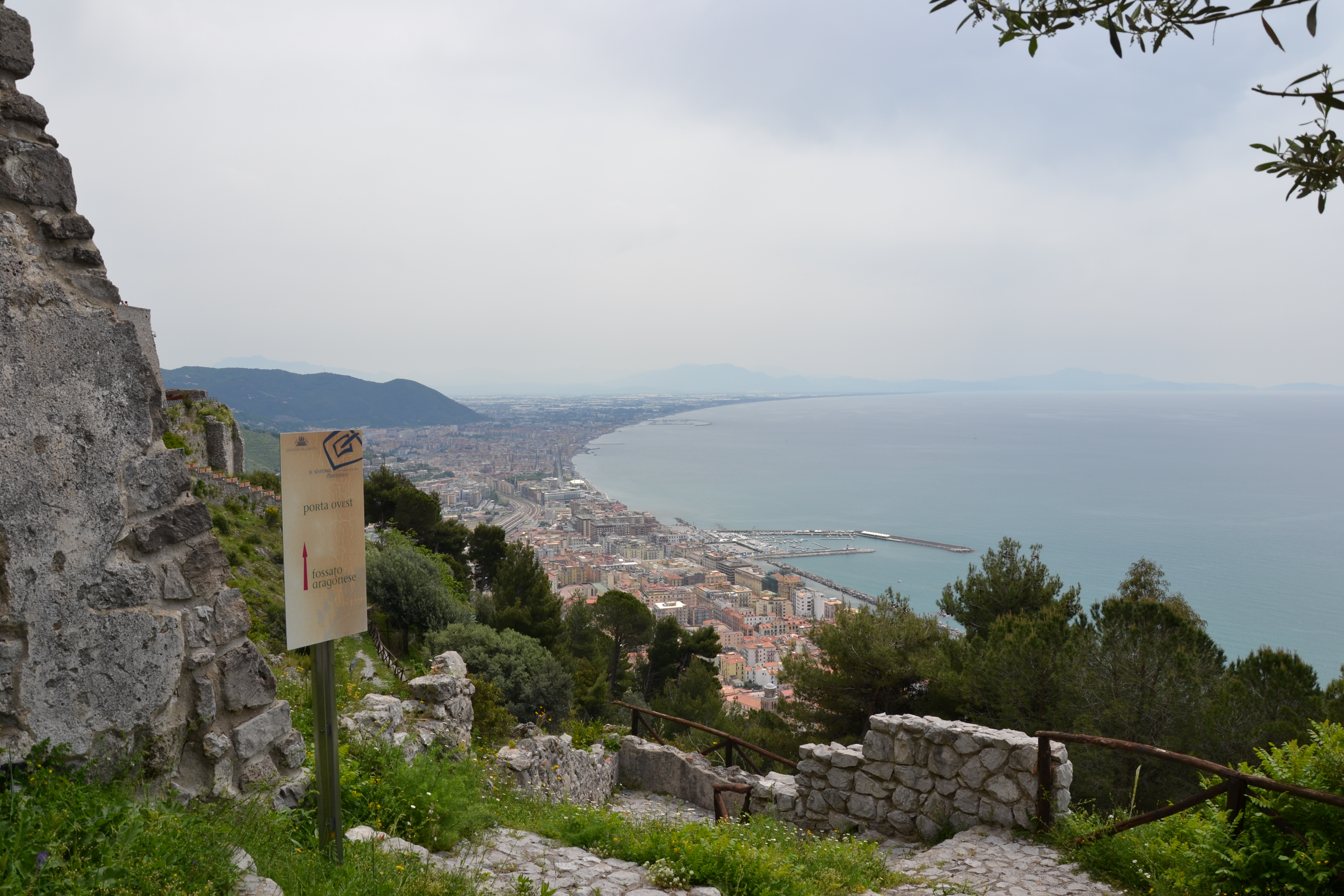
Panorama
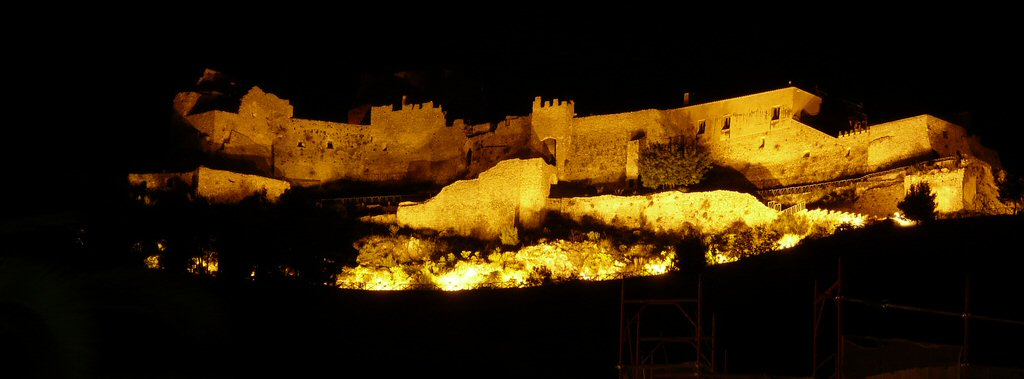
Die Burg bei Nacht
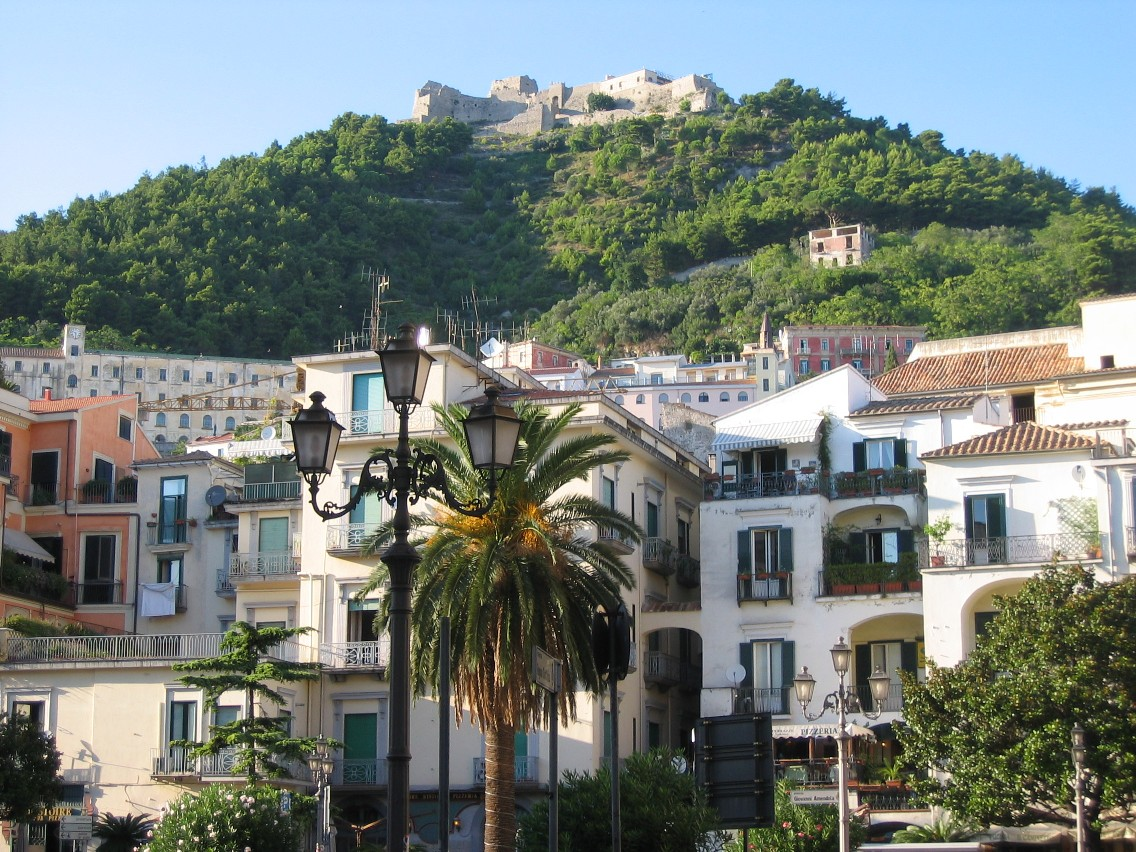
Die Burg vom historischen Zentrum von Salerno aus